# Epicenter.works
Der Verein epicenter.works – Plattform Grundrechtspolitik (kurz epicenter.works) (früher Arbeitskreis Vorratsdaten Österreich oder kurz AKVorrat.at) wurde im Februar 2010 als Verein mit Sitz in Wien gegründet. Neben dem konkreten Vereinsziel, die Vorratsdatenspeicherung zu bekämpfen und somit die Grundrechte zu wahren, fordert epicenter.works zudem, sämtliche der immer zahlreicher werdenden Antiterrorgesetze einer Überprüfung zu unterziehen. Weitere Themen, mit denen sich der Verein auseinandersetzt, sind Netzneutralität und Überwachung. Der Verein versteht sich selbst als offene Plattform gegen die Vorratsdatenspeicherung, auf welcher Informationen, Argumente und Materialien gesammelt, Aktionen geplant und Kontakte aufgebaut werden. Der Verein hat 2 Geschäftsführer, 4 Angestellte, 7 Freiwillige sowie einen dreiköpfigen Vorstand.

## Geschichte

### Namenswechsel

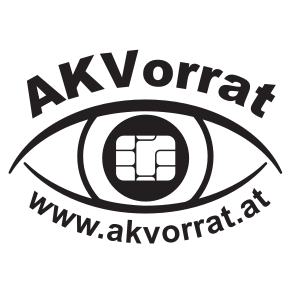
Altes Logo des AKVorrat.at

Ursprünglich hieß der Verein Arbeitskreis Vorratsdaten Österreich oder kurz AKVorrat.at. Gegründet wurde er am 6. Februar 2010, in Folge der Studierendenproteste in Österreich 2009/2010, um gegen die Vorratsdatenspeicherung aktiv zu werden und eine Überwachungsgesamtrechnung einzufordern. Nach der Aufhebung der EG-Richtlinie zur Vorratsdatenspeicherung und Präsentation einer Überwachungsgesamtrechnung in Form vom Handlungskatalog zur Evaluierung von Anti-Terror Gesetzen (HEAT) war das ursprüngliche Vereinsziel erreicht, weshalb eine Neuausrichtung notwendig war.

## Aktionen

### Bürgerinitiative zur Vorratsdatenspeicherung (2006/24/EG)
Mit der im Oktober 2011 gestarteten Bürgerinitiative „Stoppt die Vorratsdatenspeicherung“ gelang es dem Verein AKVorrat.at, eine breite Öffentlichkeit auf die Problematik der Vorratsdatenspeicherung aufmerksam zu machen.
Die Initiative ersuchte den Nationalrat, die österreichische Regierung zu beauftragen, sich gegen die am 21. Februar 2006 vom Ministerrat abgesegnete EG-Richtlinie zur Vorratsdatenspeicherung (2006/24/EG) einzusetzen und sämtliche der immer zahlreicher werdenden Antiterrorgesetze auf ihre Zweckmäßigkeit und ihre Vereinbarkeit mit den Grundrechten zu überprüfen. Hierbei nutzte der Verein AKVorrat.at die Unterstützungsmöglichkeit von Petitionen und Bürgerinitiativen via Internet, welche in Österreich erst Anfang Oktober eingeführt wurde, und avancierte dieserart schnell zur damals erfolgreichsten Online-Initiative Österreichs mit insgesamt 106.067 Unterschriften.
Im Juli 2010 wurde Österreich vom Europäischen Gerichtshof mit Androhung auf Strafzahlungen in Millionenhöhe wegen der fehlenden Umsetzung der EG-Richtlinie verurteilt. Das Ersuchen Österreichs um mündliche Verhandlungen wegen der möglichen Unvereinbarkeit mit der Europäischen Grundrechtscharta wurde abgelehnt.
Die damalige EU-Justizkommissarin Viviane Reding nahm bei einem Besuch in Wien dazu Stellung.

„Das neue Gesetz soll her - ich weiß, da bestehen einige Auseinandersetzungen im Parlament, aber das ist nicht mein Problem. Mein Problem ist: Ist Österreich fähig - ja oder nein -, dieses neue Gesetz vorzulegen?“

Trotz massiver Kritik seitens der Rechtsanwaltskammer
, des Datenschutzrat
und der Zivilgesellschaft wurde die Richtlinie am 29. April 2011 beschlossen und trat am 1. April 2012 in Kraft.
Die Bürgerinitiative stand zwar in Zusammenhang mit der österreichischen Umsetzungsgesetzgebung zur EG-Richtlinie zur Vorratsdatenspeicherung, richtete sich jedoch nicht nur gegen die Umsetzung der nationalen Richtlinie in Österreich, sondern auch gegen die EG-Richtlinie zur Vorratsdatenspeicherung selbst, sowie gegen sämtliche unter dem Vorwand der Antiterrorgesetzgebung vorgenommenen gesetzlichen Eingriffe in die Privatsphäre.
Am 31. Mai 2012 wurde die Bürgerinitiative vom Petitionsausschuss des Österreichischen Parlaments an den Justizausschuss zugewiesen.
Daraufhin wurden der Initiator sowie weitere Unterzeichner der Initiative zu einem Hearing im Justizausschuss eingeladen.
Am gleichen Tag wurde der Ausschussbericht veröffentlicht, in dem die Bundesregierung ersucht wurde, das Parlament nach dem laufenden Verfahren vor dem Europäischen Gerichtshof und dem Verfassungsgerichtshof über die jeweiligen Erkenntnisse aufzuklären, um die entsprechenden gesetzlichen Maßnahmen treffen zu können.

### Verfassungsklage zur Vorratsdatenspeicherung (2006/24/EG)

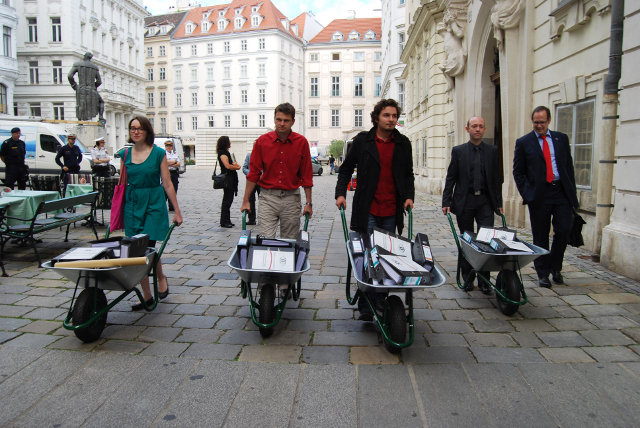
Der AKVorrat übergibt dem Verfassungsgerichtshof 11.139 Vollmachten für die Verfassungsklage gegen die Vorratsdatenspeicherung in Österreich. Von links: Sigi Maurer (Grüne), Albert Steinhauser (Grüne), Philipp Schmuck (AKVorrat), Andreas Krisch (AKVorrat), Anwalt Ewald Scheucher

Infolge des Inkrafttretens der Vorratsdatenspeicherung in Österreich mit 1. April 2012 trotz österreichweiter Proteste
rief der AKVorrat.at in einer gemeinsamen Aktion mit dem Justizsprecher der Grünen Albert Steinhauser unter dem Motto Schaff jetzt die Vorratsdatenspeicherung in Österreich ab! zu einer gemeinsamen Beschwerde beim Österreichischen Verfassungsgerichtshof (VfGH) auf. Diese Aktionen zielte darauf ab, von der Vorratsdatenspeicherung betroffene Personen, also Personen, die in Österreich z. B. über einen Telefon- oder Internetanschluss verfügen, als Mitstreitende zu gewinnen. Von Rechts wegen mussten alle Mitstreitende jeweils eine Vollmachtserklärung für eine Individualbeschwerde beim VfGH unterzeichnen und selbige im Original und per Briefpost übermitteln. Trotzdem gelang es dem AKVorrat.at, in kurzer Zeit 11.139 Erklärungen zu sammeln, die am 15. Juni 2012 per Schubkarren offiziell beim Verfassungsgerichtshof eingebracht wurden.
Die vom damaligen Obmann Christof Tschohl mit eingebrachte Verfassungsbeschwerde gegen die Vorratsdatenspeicherung war erfolgreich, die zugrundeliegende EU-Richtlinie wurde als ungültig aufgehoben. Nur ein Bruchteil der damals entstandenen Kosten wurde zurückerstattet.

### Polizeiliches Staatsschutzgesetz

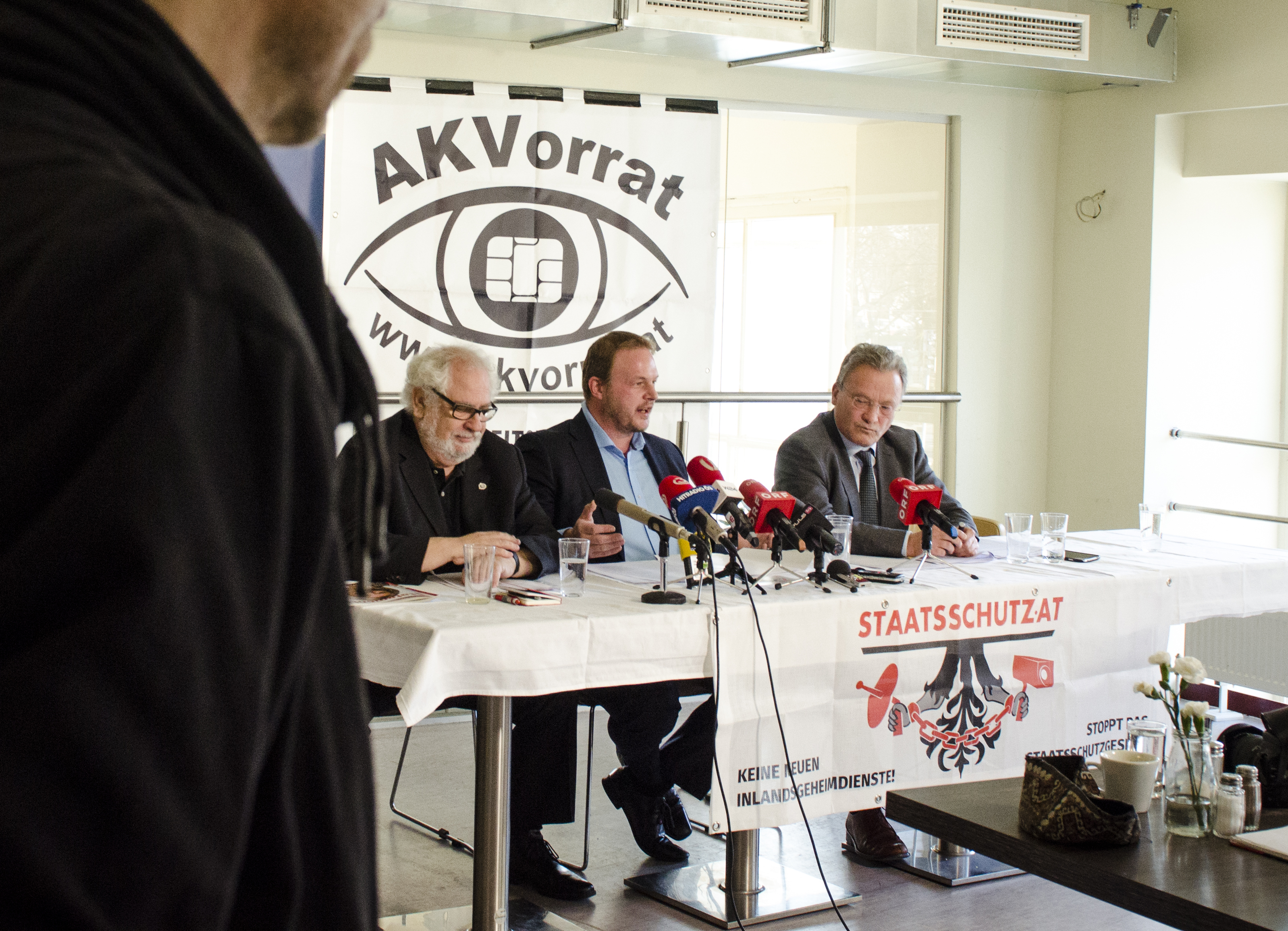
Pressekonferenz „Stoppt das Staatsschutzgesetz“ mit ÖRAK und ÖJC im Januar 2016 Personen (vlnr): Fred Turnheim, Präsident des Österreichischen Journalisten Clubs (ÖJC), Ing. Mag. Dr. jur. Christof Tschohl, Obmann des AK Vorrat, Dr. Rupert Wolff, Präsident des Österreichischen Rechtsanwaltskammertrages (ÖRAK)

Der AKVorrat.at beschäftigte sich im Jahr 2015 intensiv mit dem Polizeilichen Staatsschutzgesetz. So wurden (unter anderem) Stellungnahmen zum Gesetz bereits in der Planung sowie zu jedem Änderungsantrag veröffentlicht, eine Petition eingerichtet, welche 30.078 Unterschriften gesammelt hat,
eine Podiumsdiskussion mit den Sicherheitssprechern organisiert
sowie eine Projektion auf das Amt für Verfassungsschutz und Terrorismusbekämpfung mit dem Titel „Hier steht ein neuer Inlandsgeheimdienst“ gemacht. Weitere durchgeführte Aktionen sowie einen Transparenzbericht findet man im Jahresbericht 2015 des AKVorrat.
Im Jänner 2016 wurde das umstrittene Polizeiliche Staatsschutzgesetz beschlossen und im Juni 2016 brachten die Parlamentsklubs der Freiheitlichen und der Grünen die vom AKVorrat ausgearbeitete Drittelbeschwerde gegen das Gesetz ein. Im Juli trat das Gesetz dennoch in Kraft. Trotz einiger Verbesserungen seit dem ursprünglichen Entwurf, bleibt die Kritik von epicenter.works aufrecht. Im November 2017 veröffentlichte der Verfassungsgerichtshof nach einer Drittelbeschwerde gegen das Gesetz seine Erkenntnis, die im Wesentlichen aber nichts an der Umsetzung des Gesetzes änderte.

### Projekt HEAT
Im März 2015 gab der Verein bekannt, an einem Handlungskatalog zur Evaluierung von Anti-Terror Gesetzen (HEAT) zu arbeiten. Das Ziel dieses Katalogs sei es, die Methoden der Überwachung in Österreich auf ihre Grundrechtskonformität zu überprüfen. So wäre es möglich, über die Eingriffe in die Privatsphäre aufzuklären.
Mittels 43 parlamentarischer Anfragen durch die Grünen und die NEOS wurden 355 Fragen an sieben Ministerien gerichtet, welche grundlegende Informationen für eine Überwachungsgesamtrechnung lieferten.
Diese Gesamtrechnung sei notwendig, um das Ineinandergreifen der Überwachungsmaßnahmen zu durchleuchten und somit zu einer faktenbasierten Sicherheitspolitik beizutragen. Im September 2017 veröffentlicht epicenter.works die weltweit erste Umsetzung des Konzepts im Rahmen eines Handbuchs zur Evaluation von Anti-Terror-Gesetzen. Seit November 2018 war eine, von netidee geförderte, Weiterentwicklung unter dem Projektnamen „HEAT 2.0“ in Arbeit. Diese wurde im August 2020 als „Handbuch Überwachung“ veröffentlicht.

### Bundestrojaner
Am 31. März 2016 ging ein Gesetzesentwurf zur Änderung der Strafprozessordnung in Begutachtung, mit dem die „Überwachung von Nachrichten, die im Wege eines Computersystems übermittelt werden“ (Österreichisches Parlament), ermöglicht werden sollte. Bereits am 12. April 2016 reichte der Verein im Zuge des Begutachtungsverfahrens eine umfangreiche Stellungnahme ein.
Dabei unterstellten die Datenschützer dem Justizministerium aufgrund des Entwurfs unter anderem, in eine Zeitungsente getappt zu sein.
Am 7. Juni 2016 demonstrierte der AKVorrat zusammen mit dem Chaos Computer Club Wien vor dem Justizministerium gegen das geplante Gesetz. Ein Holzpferd, das symbolisch den Bundestrojaner darstellen sollte, wurde gemeinsam in Einzelteile zerlegt.
Justizminister Wolfgang Brandstetter kommentierte zeitgleich den misslungenen Gesetzesentwurf.

„Entscheidend ist doch, dass im Rahmen der Begutachtung so vieles an Kritik geäußert wurde, in verschiedener Richtung, dass wir einfach zum Schluss kommen müssen: Das ist so wie es war offensichtlich nicht wirklich sinnvoll, also müssen wir uns etwas anderes überlegen - und das tun wir gerade.“

Im Mai 2017 forderte epicenter.works ein generelles Verbot von staatlicher Spionagesoftware, die den Bundestrojaner inkludieren würde. Die Forderung wurde gleich anhand der entsprechenden Formulierung des Gesetzes eingebracht. Im August 2017 überreichte epicenter.works der österreichischen Regierung eine umfassende Kritik am Überwachungspaket, in dessen Entwurf auch der Bundestrojaner geregelt war. Obwohl der Verein erfolgreich in der Bekämpfung einzelner Elemente im Überwachungspaket war, ist der Bundestrojaner laut epicenter.works nach wie vor eines der größten Probleme. Geplant ist dessen Einführung derzeit im Jahr 2020.

### Netzneutralität
Im 1. Halbjahr 2016 betätigte sich der AKVorrat bei der savetheinternet.eu-Kampagne. Die zum Ziel hatte sich im Rahmen der Konsultationsphase, zu den von BEREC ausgearbeitet Guidelines, zur Netzneutralität zu beteiligen, um strenge Regeln in der EU zu erwirken. Im Laufe der Kampagne übernahm das Büro des AKVorrat sogar eine zentrale Rolle in der Koordination der Kampagne. Am Ende wurden so 510.370 individuelle Kommentare aus der ganze EU für eine strengere Netzneutralität erreicht.
Nach eigenen Angaben war die Kampagne erfolgreich, sodass BEREC der Kritik gefolgt ist und in den Guidelines den Schutz einer starken Netzneutralität umgesetzt hat.
Im Oktober 2016 hat die AKVorrat eine Beschwerde bei der Telekomregulierungsbehörde RTR eingebracht. Es war das erste Mal in Österreich, dass die Regeln zur Netzneutralität zur Anwendung gebracht wurden. Die Beschwerde wurde im Namen mehrere Kunden des Mobilfunkbetreibers Hutchison Drei eingereicht. epicenter.works war außerdem bei einer Beschwerde über den Dienst „StreamOn“ der Deutschen Telekom involviert.
Im Jänner 2019 veröffentlichte epicenter.works eine Studie über die Auswirkungen der Netzneutralität.

### Überwachungspaket
Am 9. März 2017 startete epicenter.works unter der Domain überwachungspaket.at eine Kampagne gegen das von der Regierung geplante Sicherheitspaket. Dabei fordert epicenter.works ein „echtes objektives Sicherheitspaket“ anstelle des Ausbaus von Überwachungsmaßnahmen. Um dies zu erreichen, stellt der Verein unter anderem ein Anruftool für die Kontaktaufnahme mit einzelnen Abgeordneten und Regierungsmitgliedern zur Verfügung. Im Juni 2017 initiierte der Verein einen österreichweiten Aktionstag namens „Stoppt das Überwachungspaket“. Im Juli 2017 wurden die konkreten Pläne der Regierung zum Überwachungspaket bekannt, bereits im September kündigte der damalige österreichische Innenminister Wolfgang Sobotka an, dass das Gesetz in der bisher bekannten Form nicht zur Anwendung kommen würde. Im Februar 2018 wurden von der neuen Regierung Pläne für eine Neuauflage des Überwachungspakets bekannt, kurz darauf ermöglicht es der Verein, Bürgerinnen und Bürgern kritische Stellungnahmen zum Überwachungspaket online zu unterzeichnen. Trotz Kritik wurde wenige Wochen später das Gesetz ohne öffentliches Hearing verabschiedet und die ersten Maßnahmen sind bereits im Juni in Kraft getreten.

### EU-Urheberrechtsreform
Unter der Domain pledge2019.eu hat epicenter.works eine Kampagne gegen die geplante Urheberrechtsreform eingerichtet.

## Finanzierung
2020 hatte der Verein Einnahmen in Höhe von 558.962 €, nach Abzug aller Ausgaben wurden 95.264,45 € an Rücklagen gebildet. Als Spender und Fördergeber werden unter anderem die Open Society Foundation (111.944 €), die Stadt Wien (37.000 €), der Chaos Computer Club (18.000 €), der Digital Freedom Fund (11.843 €), die WAU Holland Stiftung (2 BTC), Bitcoin Austria (0,2 BTC), das Förderprogramm Netidee und diverse Firmen sowie Einzelspenden genannt.
Am 19. Juli 2022 wurde der Transparenzbericht 2021 veröffentlicht. Laut diesem lagen 2021 die Einnahmen bei 487.574,50 € und die Ausgaben bei 445.088,58 €, wodurch die Rücklagen um 42.486,92 € erhöht werden konnten.
| 2017        | 2018        | 2019          | 2020        | 2021        | Summe 2017–2021 |
| ----------- | ----------- | ------------- | ----------- | ----------- | --------------- |
| 94.272,16 € | 69.993,58 € | −129.612,53 € | 95.264,45 € | 42.486,92 € | 172.404,58 €    |

Mit Stand 24. Juli 2022 verfügt der Verein über 1.384 Fördermitglieder.